# 乙訓郡
乙訓郡（日语：／ Otokuni gun */?）是位於京都府南部的郡，現僅轄有大山崎町1町。
在1879年日本實施郡區町村編制法時的轄區還包括現在的向日市和長岡京市全部區域，以及京都市西南部部分地區（現分屬伏見區、南區、西京區）。

## 歷史
在令制國時代屬於山城國。784年桓武天皇將首都從平城京（位於現在的奈良縣奈良市）遷移至此，建立長岡京，但由於遷都後災禍頻傳，因此在794年又將首都遷往平安京。
14世紀日本南北朝時代時期，1339年北朝曾在此興建勝龍寺城，到戰國時代末期先後成為松永久秀和三好三人眾的勢力範圍；1568年織田信長上洛期間攻下了此城，並在1571年交由細川藤孝治理。1582年本能寺之變後，明智光秀一度佔有勝龍寺城，後在乙訓郡南部的山崎與豐臣秀吉發生山崎之戰。
江戶時代初期1633年被封給原領有8,000石的旗本永井直清，永井直清也因此領有石高增至1萬2,000石成為大名，並將其居所定於長岡（位於現在的長岡京市），建立長岡陣屋，也因此成立了山城長岡藩，但在1649年其被轉封至高槻藩後，乙訓郡成為分屬皇室、公家、幕府及相關人員的領地。
明治維新後，於1868年被劃入新設立的京都府。1879年實施郡區町村編制法，正式的設置了近代的行政區劃「乙訓郡」，郡役所設於向日町（位於現在的向日市）。

### 沿革

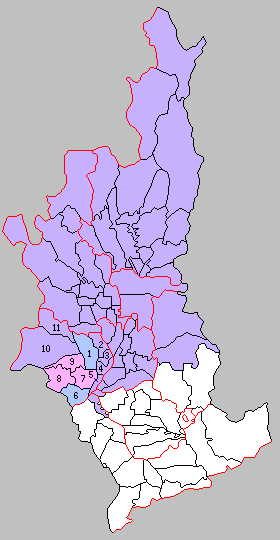
1889年乙訓郡轄下的行政區劃：
1.向日町 2.久世村 3.久我村 4.羽束師村 5.淀村 6.大山崎村 7.新神足村 8.海印寺村 9.乙訓村 10.大原野村 11.大枝村
（紫色：現屬京都市、桃色：現屬長岡京市、青色：未參與整併，現仍存在）

- 1889年4月1日：實施町村制，乙訓郡下設：向日町、久世村、久我村、羽束師村、淀村（日语：淀村）、大山崎村、新神足村（日语：新神足村）、海印寺村（日语：海印寺村）、乙訓村（日语：乙訓村）、大原野村、大枝村。（1町10村）
- 1923年04月1日：廢除郡會和郡參事會。
- 1926年07月1日：廢除郡役所，此後郡不再作為行政區劃，只作為地名的表示。
- 1936年02月11日：淀村被併入久世郡淀町。（1町9村）
- 1949年10月1日：乙训村、新神足村、海印寺村合并為新设长冈町。（2町6村）
- 1950年12月1日：久我村、羽束师村和大枝村被併入京都市；其中久我村、羽束师村被劃入伏见区， 大枝村被劃入右京区。[2]（2町3村）
- 1959年11月1日：大原野村和久世村被併入京都市；其中大原野村被劃入右京区。久世村被劃入南区。[3]（2町1村）
- 1967年11月3日：大山崎村改制为大山崎町。[4]（3町）
- 1972年10月1日：（1町）
  - 向日町改制为向日市，同時脱离乙训郡。[5]
  - 长冈町改制并改名为长冈京市，同時脱离乙训郡。[6]

### 變遷表
| 1889年4月1日 | 1889年 - 1926年 | 1926年 - 1944年              | 1945年 - 1954年                | 1955年 - 1989年                                    | 1989年 - 现在          | 现在                   |
| ------------ | --------------- | ---------------------------- | ------------------------------ | -------------------------------------------------- | ---------------------- | ---------------------- |
| 向日町       | 向日町          | 向日町                       | 向日町                         | 1972年10月1日 向日市                               | 1972年10月1日 向日市   | 1972年10月1日 向日市   |
| 乙训村       | 乙训村          | 乙训村                       | 1949年10月1日 长冈町           | 1972年10月1日 长冈京市                             | 1972年10月1日 长冈京市 | 1972年10月1日 长冈京市 |
| 新神足村     |                 |                              | 1949年10月1日 长冈町           | 1972年10月1日 长冈京市                             | 1972年10月1日 长冈京市 | 1972年10月1日 长冈京市 |
| 海印寺村     |                 |                              | 1949年10月1日 长冈町           | 1972年10月1日 长冈京市                             | 1972年10月1日 长冈京市 | 1972年10月1日 长冈京市 |
| 大山崎村     | 大山崎村        | 大山崎村                     | 大山崎村                       | 1967年11月3日 大山崎町                             | 1967年11月3日 大山崎町 | 1967年11月3日 大山崎町 |
| 久世村       | 久世村          | 久世村                       | 久世村                         | 1959年11月1日 并入京都市南区                       | 京都市 南区            | 京都市                 |
| 大原野村     | 大原野村        | 大原野村                     | 大原野村                       | 1959年11月1日 并入京都市右京区 1976年 京都市西京区 | 京都市 西京区          | 京都市                 |
| 大枝村       | 大枝村          | 大枝村                       | 1950年12月1日 并入京都市右京区 | 1976年 京都市西京区                                | 京都市 西京区          | 京都市                 |
| 久我村       | 久我村          | 久我村                       | 1950年12月1日 并入京都市伏见区 | 1950年12月1日 并入京都市伏见区                     | 京都市 伏见区          | 京都市                 |
| 羽束师村     |                 |                              | 1950年12月1日 并入京都市伏见区 | 1950年12月1日 并入京都市伏见区                     | 京都市 伏见区          | 京都市                 |
| 淀村         | 淀村            | 1936年2月11日 并入久世郡淀町 | 1936年2月11日 并入久世郡淀町   | 1957年 并入京都市伏见区                            | 京都市 伏见区          | 京都市                 |